# Mater dolorosa (film, 1910)
Pour les articles homonymes, voir Mater dolorosa (homonymie).
Mater dolorosa est un film muet français réalisé par Louis Feuillade sorti en 1910. Il fait partie d'une trilogie religieuse, qui comprend également La nativité et Le Christ en croix.

## Fiche technique
- Réalisation et scénario : Louis Feuillade
- Société de production : Société des établissements L. Gaumont
- Pays : France
- Format : Muet - Noir et blanc - 1,33:1 - 35 mm
- Métrage : 184 m
- Genre : Drame
- Durée : inconnue
- Date de sortie : 
  -  France - octobre 1910

## Distribution
- Renée Carl
- Maurice Vinot
- Alice Tissot